# 640-es busz
A 640-es jelzésű elővárosi autóbusz Dabas és Bugyi között közlekedik.

## Megállóhelyei
| 640 (Dabas, Gyón tatárszentgyörgyi elágazás – Bugyi, községháza) | 640 (Dabas, Gyón tatárszentgyörgyi elágazás – Bugyi, községháza) | 640 (Dabas, Gyón tatárszentgyörgyi elágazás – Bugyi, községháza) | 640 (Dabas, Gyón tatárszentgyörgyi elágazás – Bugyi, községháza) | 640 (Dabas, Gyón tatárszentgyörgyi elágazás – Bugyi, községháza) | 640 (Dabas, Gyón tatárszentgyörgyi elágazás – Bugyi, községháza) |
| Sorszám (↓)                                                      | Sorszám (↓)                                                      | Megállóhely                                                      | Sorszám (↑)                                                      | Sorszám (↑)                                                      | Átszállási kapcsolatok                                           |
| ---------------------------------------------------------------- | ---------------------------------------------------------------- | ---------------------------------------------------------------- | ---------------------------------------------------------------- | ---------------------------------------------------------------- | ---------------------------------------------------------------- |
| 0                                                                | ∫                                                                | Dabas, Gyón tatárszentgyörgyi elágazás végállomás                | ∫                                                                | 24                                                               | 619, 620, 621, 623, 624, 626, 627, 628, 629                      |
| 1                                                                | ∫                                                                | Dabas, Gyón Zlinszky iskola                                      | ∫                                                                | 23                                                               | 619, 620, 621, 623, 624, 627, 629                                |
| 2                                                                | ∫                                                                | Dabas, Gyón régi Piactér                                         | ∫                                                                | 22                                                               | 619, 620, 621, 623, 624, 626, 627, 628, 629                      |
| 3                                                                | ∫                                                                | Dabas, filmszínház                                               | ∫                                                                | 21                                                               | 619, 624, 626, 627, 628, 629                                     |
| ∫                                                                | 0                                                                | Dabas, vasútállomás végállomás                                   | ∫                                                                | ∫                                                                | 618 S21                                                          |
| ∫                                                                | 1                                                                | Dabas, Laguna vonalközi végállomás                               | 24                                                               | ∫                                                                | 595, 610, 612, 614, 618, 621, 622, 629, 641                      |
| ∫                                                                | 2                                                                | Dabas, gimnázium vonalközi végállomás                            | 23                                                               | ∫                                                                | 595, 609, 610, 611, 612, 614, 618, 621, 622, 626, 629, 641 1080  |
| ∫                                                                | 3                                                                | Dabas, Vörösmarty utca                                           | 22                                                               | ∫                                                                | 595, 610, 612, 614, 618, 621, 622, 626, 627, 628, 629, 641 1080  |
| ∫                                                                | 4                                                                | Dabas, Lakos dr. utca                                            | 21                                                               | ∫                                                                | 595, 618, 626, 627, 628, 641 1080                                |
| 4                                                                | ∫                                                                | Dabas, kaszinó                                                   | 20                                                               | 20                                                               | 595, 610, 612, 614, 617, 618, 619, 626, 627, 628, 629, 641       |
| 5                                                                | 5                                                                | Dabas, Alsó-Dabasi templom                                       | 19                                                               | 19                                                               | 610, 612, 614, 617, 618, 619, 626, 627, 628, 629, 641            |
| 6                                                                | 6                                                                | Dabas, Népbolt                                                   | 18                                                               | 18                                                               | 610, 617, 618, 619, 626, 627, 628, 629, 641 1080                 |
| 7                                                                | 7                                                                | Dabas, Felsődabasi templom                                       | 17                                                               | 17                                                               | 617, 618, 619, 626, 627, 628, 629, 641 1080                      |
| 8                                                                | 8                                                                | Dabas, Felső-Dabas                                               | 16                                                               | 16                                                               | 611, 617, 618, 619, 626, 627, 628, 629, 641 1080                 |
| 9                                                                | 9                                                                | Dabas, Sári-Kaparás                                              | 15                                                               | 15                                                               | 611, 617, 618, 619, 626, 627, 628, 629, 641 1080                 |
| 10                                                               | 10                                                               | Dabas, Sári Kálvária                                             | 14                                                               | 14                                                               | 611, 617, 618, 619, 626, 627, 628, 629, 641 1080                 |
| 11                                                               | 11                                                               | Dabas, Sári Csepp utca                                           | 13                                                               | 13                                                               | 611, 617, 618, 641                                               |
| 12                                                               | 12                                                               | Dabas, Sári okmányhivatal                                        | 12                                                               | 12                                                               | 609, 611, 617, 618, 619, 626, 627, 628, 629, 641 1080            |
| 13                                                               | 13                                                               | Dabas, Sári híd                                                  | 11                                                               | 11                                                               | 626, 627, 628, 629, 641                                          |
| 14                                                               | 14                                                               | 35-ös km kő                                                      | 10                                                               | 10                                                               | 626, 627, 628, 629, 641 1080, 1081, 1090                         |
| 15                                                               | 15                                                               | Felsőbabád                                                       | 9                                                                | 9                                                                | 626, 627, 628, 629, 641 1080, 1081, 1090                         |
| 16                                                               | 16                                                               | Felsőbabádi elágazás                                             | 8                                                                | 8                                                                | 626, 627, 628, 629, 641, 643 1080, 1081, 1090                    |
| 17                                                               | 17                                                               | Bugyi, sertéskombinát                                            | 7                                                                | 7                                                                | 643                                                              |
| 18                                                               | 18                                                               | Czakó tanya                                                      | 6                                                                | 6                                                                | 643                                                              |
| 19                                                               | 19                                                               | Szűcs - Ráda tanya                                               | 5                                                                | 5                                                                | 643                                                              |
| 20                                                               | 20                                                               | Bugyi, Ipari Park vonalközi végállomás                           | 4                                                                | 4                                                                | 630, 632, 643, 644, 645                                          |
| 21                                                               | 21                                                               | Bugyi, dabasi útelágazás                                         | 3                                                                | 3                                                                | 630, 632, 643, 644, 645                                          |
| 22                                                               | 22                                                               | Bugyi, Hatház utca                                               | 2                                                                | 2                                                                | 630, 632, 643, 644, 645                                          |
| 23                                                               | 23                                                               | Bugyi, községháza vonalközi végállomás                           | 1                                                                | 1                                                                | 630, 632, 643, 644, 645                                          |
| 24                                                               | 24                                                               | Bugyi, Piac tér végállomás                                       | 0                                                                | 0                                                                | 630, 632, 644, 645                                               |